# Brendon Miller
Brendon Miller (nascido em 30 de agosto de 1976) é um ator pornográfico. Entrou para a indústria do cinema adulto em 2010.

## Prêmios e indicações
| Ano  | Cerimônia        | Resultado | Categoria                                   | Trabalho                           |
| ---- | ---------------- | --------- | ------------------------------------------- | ---------------------------------- |
| 2012 | AVN Award        | Indicado  | Best Male Newcomer                          | —                                  |
| 2012 | NightMoves Award | Venceu    | Best Male Performer (Editor's Choice)       | —                                  |
| 2012 | XBIZ Award       | Indicado  | New Male Performer of the Year              | —                                  |
| 2012 | XRCO Award       | Indicado  | New Stud                                    | —                                  |
| 2013 | AVN Award        | Indicado  | Best Actor                                  | Happy Endings                      |
| 2013 | AVN Award        | Indicado  | Best Supporting Actor                       | The Dark Knight XXX: A Porn Parody |
| 2013 | XBIZ Award       | Venceu    | Best Supporting Actor                       | The Dark Knight XXX: A Porn Parody |
| 2013 | XBIZ Award       | Indicado  | Best Scene - Parody Release (com Penny Pax) | The Dark Knight XXX: A Porn Parody |
| 2014 | AVN Award        | Indicado  | Best Actor                                  | Divorcees                          |
| 2014 | AVN Award        | Indicado  | Best Safe Sex Scene (com Stormy Daniels)    | First Crush                        |
| 2014 | XBIZ Award       | Indicado  | Best Actor - Feature Movie                  | Change of Heart                    |
| 2014 | XBIZ Award       | Indicado  | Best Supporting Actor                       | Divorcees                          |
| 2015 | AVN Award        | Indicado  | Best Actor                                  | Thor XXX: An Axel Braun Parody     |
| 2015 | XBIZ Award       | Indicado  | Best Actor - Parody Release                 | Thor XXX: An Axel Braun Parody     |
| 2015 | XBIZ Award       | Indicado  | Best Actor - Feature Movie                  | Second Chances                     |